# Seuneubok Dalam (Smk)
Seuneubok Dalam (Smk) is een bestuurslaag in het regentschap Aceh Timur van de provincie Atjeh, Indonesië. Seuneubok Dalam (Smk) telt 126 inwoners (volkstelling 2010).